# Lavillatte
Lavillatte ist eine französische Gemeinde mit 43 Einwohnern (Stand 1. Januar 2022), die im Département Ardèche und in der Region Auvergne-Rhône-Alpes liegt. Sie gehört zum Arrondissement Largentière und zum Kanton Haute-Ardèche.

## Geographie
Die Gebirgesgemeinde liegt im Nordwesten des Départements.

## Bevölkerungsentwicklung
| Jahr                       | 1962 | 1968 | 1975 | 1982 | 1990 | 1999 | 2016 |
| -------------------------- | ---- | ---- | ---- | ---- | ---- | ---- | ---- |
| Einwohner                  | 124  | 134  | 103  | 101  | 98   | 87   | 68   |
| Quellen: Cassini und INSEE |      |      |      |      |      |      |      |